# Narthecusa kinduensis
Narthecusa kinduensis là một loài bướm đêm trong họ Geometridae.